# Steiger (Traktorenhersteller)

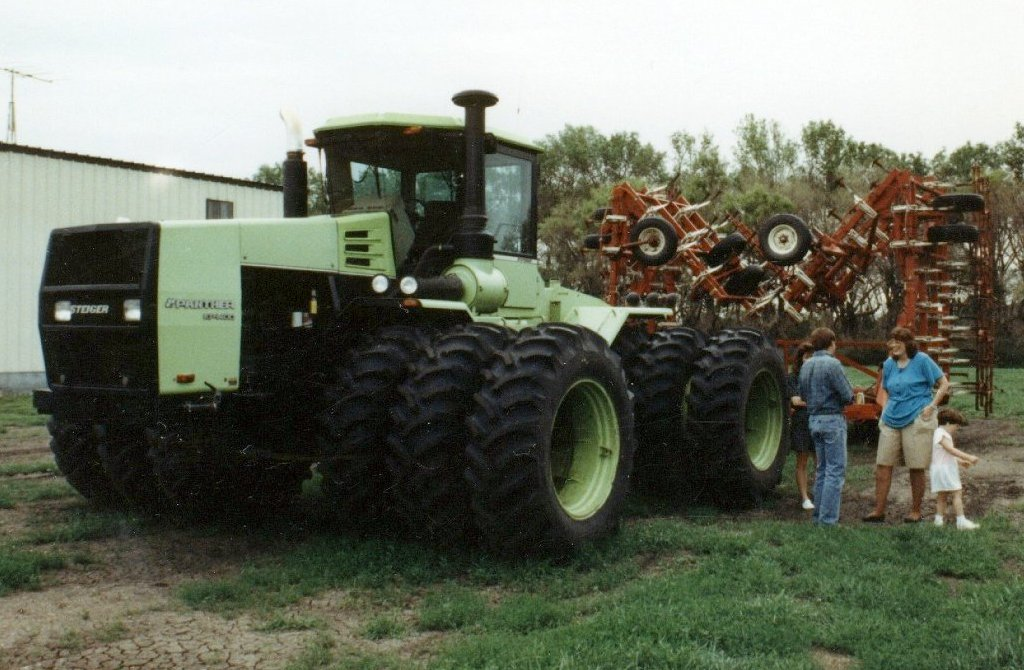
Großtraktor für die industriell betriebene Landwirtschaft mit Drillingsbereifung

Steiger war ein amerikanischer Traktorhersteller, der heute Teil von CNH Industrial ist.

## Geschichte
Steiger wurde in den 1950er Jahren von den Brüdern Douglas und Maurice Steiger, zwei Farmern in Thief River Falls, Minnesota, die einen zuverlässigen, leistungsstarken Allradtraktor brauchten, gegründet. Die Steigers bauten in ihrer Werkstatt zuerst einen Traktor für den Eigenbedarf, dann einen weiteren und verkauften ihn 1958 an einen Nachbarn.
Die Nachfrage wuchs, und bald begannen die Brüder den Traktor an einem Standort in der Nähe von Thief River Falls in größeren Stückzahlen herzustellen. Von Anfang an lackierten die Steigers ihre Traktoren in fast neonfarbigem Hellgrün, im Gegensatz zu den gedämpften gelben, grünen, blauen, roten und orangen Farbtönen, die von den meisten anderen Herstellern verwendet wurden. Die Traktor-Abteilung der Steiger-Farmen zog 1969 nach Fargo, North Dakota, um.
Unter CEO Eugene Dahl (ehemaliger Vizepräsident für Einkauf bei der Melroe Company) war sie einer der weltweit erfolgreichsten Massenhersteller von Allradtraktoren. In den 1970er Jahren erwarb International Harvester einen 30-prozentigen Anteil an der Firma. Dieser Anteil wurde 1982 an Deutz-Fahr weiterverkauft.
Tenneco, die Muttergesellschaft von Case IH, erwarb Steiger 1986, und 1988 wurde das Limonengrün der Familie Steiger wurde durch Case IHs Rot ersetzt. Der Name Steiger verschwand für eine Weile, wurde aber als Bezeichnung für die Flaggschifflinie der knickgelenkten Allradtraktoren Case IH STX wiedereingeführt. Aktuell werden die bereiften knickgelenkten Modelle mit Leistungen von 150 bis über 370 kW als Case IH Steiger angeboten.
Steiger baute auch Traktoren für diverse andere Traktorhersteller und -händler, zum Beispiel International Harvester, Ford oder Allis-Chalmers.
Steiger lizenzierte seine Traktoren an RÁBA (Ungarn), welche RÁBA und RÁBA-Steiger-Traktoren bauten, und Vandel (Frankreich), die die Traktoren unter ihrem eigenen Namen bauten.
Der ehemalige Steiger Präsident Jack Johnson gründete später Titan-Traktoren in Fargo, um alte Steigers nachzubauen und nachzurüsten. American Tractors (AmTrac), in England, baut bzw. rüstet aktuell alte Steigers nach.

## Modellgeschichte

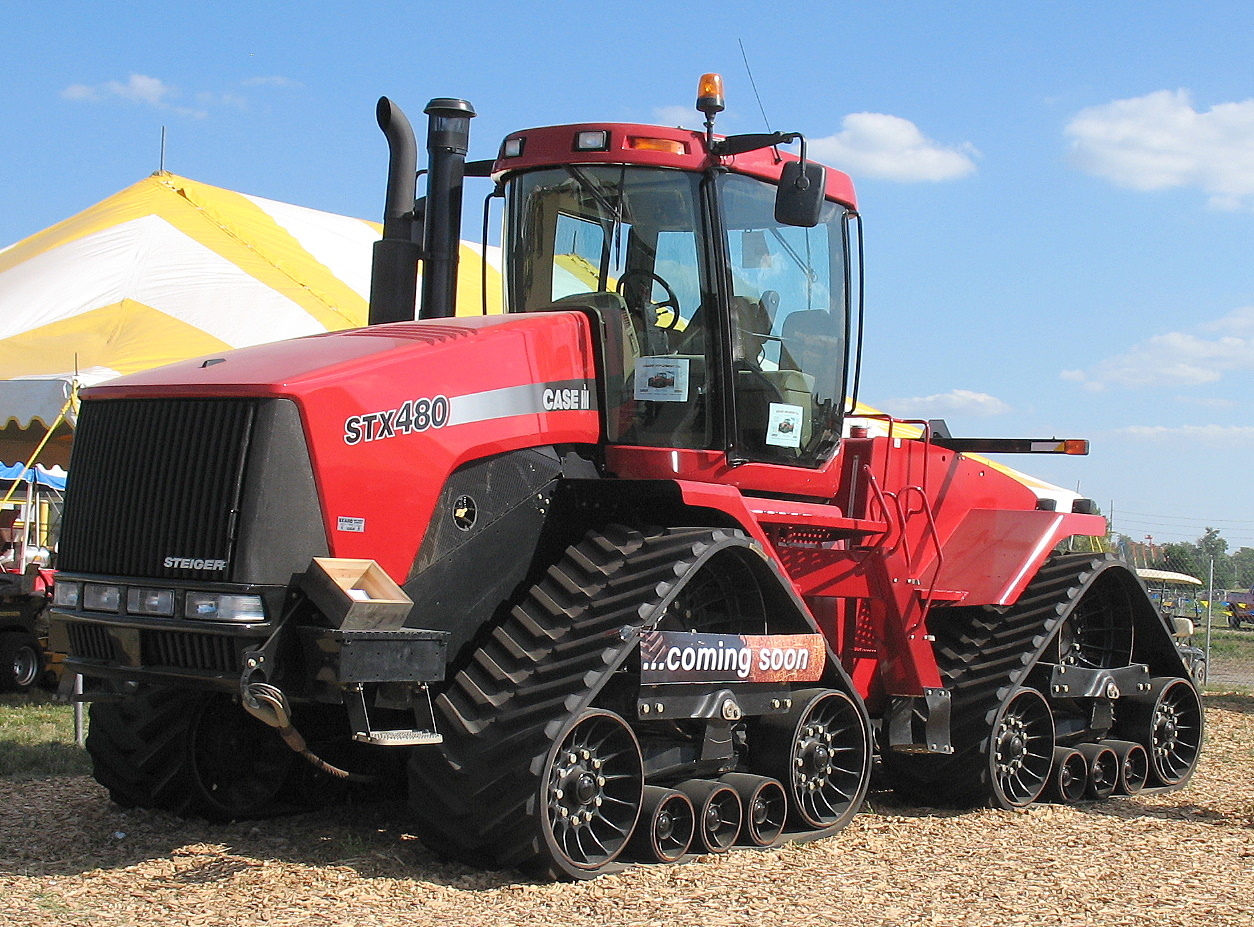
Case IH STX 480 Steiger

- Case IH Steiger (aktuelle Modellreihe)
- Case IH Steiger STX (ab 2000)
- 9100 Series: 1986–1989
- 1000 Series: 1983–1986
- Series IV: 1983–1985 (Der Tiger IV wurde von 1984 bis 1988 produziert, zuletzt als International 9190)
- Industrial Series: 1982–1984
- Ford FW Series: 1978–1982
- Series III PT/PTA: PT Series 1977–1981 / PTA Series 1978–1982
- Series III: 1976–1983
- Series II: 1974–1976
- Series I: 1969–1974
- Barn Series: 1963–1969